# Three World Financial Center
Le Three World Financial Center est un gratte-ciel situé dans le quartier de Financial District dans le sud de l'arrondissement de Manhattan, à New York.

## Description
Le building est le plus grand des trois bâtiments qui composent le World Financial Center, avec une hauteur de 225 mètres, ce qui fait de lui l'un des trente plus hauts immeubles de New York (en février 2007). Le Three World Financial Center possède une architecture proche de celle du Two World Financial Center, exception faite du toit qui est pyramidal sur le Three bâtiment, alors qu'il est en forme de dôme sur le Two. Le bâtiment abrite entre autres le siège de la société American Express.
L'architecture postmoderne du building est due au cabinet de l'architecte américain d'origine argentine César Pelli (qui a notamment réalisé les Tours Petronas de Kuala Lumpur), Cesar Pelli & Associates, et le gratte-ciel offre une surface totale d'espaces à louer de 195 000 m2. La forme du bâtiment est très proche de celle du One Canada Square situé dans le Canary Wharf à Londres, réalisé par le même architecte.
Le Three World Financial Center est relié aux autres bâtiments du World Financial Center grâce au Winter Garden (jardin d'hiver), espace public construit sous une armature de verre et d'acier culminant à 36 mètres, et abritant divers arbres et plantes, dont seize palmiers de douze mètres provenant du désert des Mojaves.
Les attentats du 11 septembre 2001 contre le World Trade Center situé à proximité ont sérieusement endommagé le Three World Financial Center. Ainsi, au niveau du coin sud-ouest, les fondations ont été touchées, mais pas suffisamment pour que le building ne menace de s'effondrer. Le bâtiment a été fermé pour réparations après les attentats, et n'a pu rouvrir qu'en mai 2002. Le Winter Garden, endommagé lui aussi n'a été rouvert qu'en septembre 2002.